# Melik Dadashov
Melik Dadashov (en azerí: Məlik Dadaşov; Bakú, 7 de junio de 1924 – Bakú, 2 de diciembre de 1996) fue actor de cine y de teatro de Azerbaiyán, Artista del Pueblo de la RSS de Azerbaiyán.

## Biografía
Melik Dadashov nació el 7 de junio de 1924 en Bakú. En 1951 se graduó de la Universidad Estatal de Cultura y Arte de Azerbaiyán. Desde el mismo año comenzó a trabajar en el Teatro Académico Estatal de Drama de Azerbaiyán. Él también enseñó en la Universidad Estatal de Cultura y Arte de Azerbaiyán. Desde 1958 hasta 1991 fue el miembro del Partido Comunista de la Unión Soviética. En 1974 el actor recibió el título “Artista del Pueblo de la RSS de Azerbaiyán”.
Melik Dadashov murió el 2 de diciembre de 1996 en Bakú y fue enterrado en el Segundo Callejón de Honor.

## Filmografía
- 1947 – “Feteli khan”
- 1960 – “Koroglu”
- 1961 - “Nuestra calle”
- 1962 - “Gran apoyo”
- 1964 – “Ulduz”
- 1971 - “Las estrellas no se apagan”
- 1971 - “La última pasada”
- 1980 – “Me espera”
- 1993 – “Tehmine”

## Premios y títulos
- Artista del Pueblo de la RSS de Azerbaiyán (1974)